# Общеевропейские компетенции владения иностранным языком
Общеевропейские компетенции владения иностранным языком: изучение, преподавание, оценка (англ. Common European Framework of Reference, CEFR) — система уровней владения иностранным языком, используемая в Европе. Соответствующие нормативы были выработаны Советом Европы как основная часть проекта «Изучение языков для европейского гражданства» (англ. Language Learning for European Citizenship) между 1989 и 1996 годами. Главная цель системы CEFR — предоставить метод оценки и обучения, применимый для всех европейских языков. В ноябре 2001 года резолюция Совета Европейского союза рекомендовала использование CEFR для создания национальных систем оценки языковой компетенции.

## Уровни
В системе CEFR знания и умения учащихся подразделяются на три крупных категории, которые далее делятся на шесть уровней:
A Элементарное владение
A1 Уровень выживания
A2 Предпороговый уровень
B Самодостаточное владение
B1 Пороговый уровень
B2 Пороговый продвинутый уровень
C Свободное владение
C1 Уровень профессионального владения
C2 Уровень владения в совершенстве
Для каждого уровня описываются знания и умения, которые должен иметь учащийся в чтении, восприятии на слух, устной и письменной речи:
| Уровень | Описание | % соотношение словарного запаса к вышестоящему уровню | % соотношение словарного запаса к уровню C2 |
| ------- | --- | ----------------------------------------------------- | ------------------------------------------- |
| A1      | Понимаю и могу употребить в речи знакомые фразы и выражения, необходимые для выполнения конкретных задач. Могу представиться и представить других, задавать вопросы и отвечать на вопросы о месте жительства, знакомых, имуществе. Могу участвовать в несложном разговоре, если собеседник говорит медленно и отчетливо и готов оказать помощь. | 50 %                                                  | 12 %                                        |
| A2      | Понимаю отдельные предложения и часто встречающиеся выражения, связанные с основными сферами жизни (например, основные сведения о себе и членах своей семьи, покупках, устройстве на работу и т. п.). Могу выполнить задачи, связанные с простым обменом информацией на знакомые или бытовые темы. В простых выражениях могу рассказать о себе, своих родных и близких, описать основные аспекты повседневной жизни.                                | 50 %                                                  | 24 %                                        |
| B1      | Понимаю основные идеи чётких сообщений, сделанных на литературном языке на разные темы, типично возникающие на работе, учёбе, досуге и т. д. Умею общаться в большинстве ситуаций, которые могут возникнуть во время пребывания в стране изучаемого языка. Могу составить связное сообщение на известные или особо интересующие меня темы. Могу описать впечатления, события, надежды, стремления, изложить и обосновать своё мнение и планы.       | 67 %                                                  | 48 %                                        |
| B2      | Понимаю общее содержание сложных текстов на абстрактные и конкретные темы, в том числе узкоспециальные тексты. Говорю достаточно быстро и спонтанно, чтобы постоянно общаться с носителями языка без особых затруднений для любой из сторон. Я умею делать чёткие, подробные сообщения на различные темы и изложить свой взгляд на основную проблему, показать преимущество и недостатки разных мнений.                                             | 81 %                                                  | 72 %                                        |
| C1      | Понимаю объемные сложные тексты на различную тематику, распознаю скрытое значение. Говорю спонтанно в быстром темпе, не испытывая затруднений с подбором слов и выражений. Гибко и эффективно использую язык для общения в научной и профессиональной деятельности. Могу создать точное, детальное, хорошо выстроенное сообщение на сложные темы, демонстрируя владение моделями организации текста, средствами связи и объединением его элементов. | 89 %                                                  | 89 %                                        |
| C2      | Понимаю практически любое устное или письменное сообщение, могу составить связный текст, опираясь на несколько устных и письменных источников. Говорю спонтанно с высоким темпом и высокой степенью точности, подчёркивая оттенки значений даже в самых сложных случаях. |                                                       | 100 %                                       |

## Соотношение с другими системами
В англоязычных странах сложилась неформальная система, первоначально использовавшаяся в учебниках, выпускавшихся в Оксфорде и Кембридже и до настоящего времени широко использующаяся в учебных пособиях и системах тестирования (например, TrackTest). Несмотря на широкое распространение, «британская» система имеет многочисленные вариации, и ниже приведены лишь наиболее часто используемые (например, в заголовках учебников) названия уровней.
Приблизительное соответствие между «британской», общеевропейской и американской (ILR) классификацией уровня владения языком:
- Beginner / Starter — A1 — ILR Level 0
- Elementary — A2 — ILR Level 1
- Pre-Intermediate — A2/B1 — не используется
- Intermediate — B1 — ILR Level 2
- Upper-Intermediate — B2 — ILR Level 3
- Advanced — C1 — ILR Level 4
- Proficiency — C2 — ILR Level 5